# Luces en el Mar
Luces en el Mar es una localidad del estado mexicano de Guerrero. Es parte del municipio de Coyuca de Benítez.

## Demografía
| Gráfica de evolución demográfica |
|                                  |

| Censo | Población |
| ----- | --------- |
| 1980  | 167       |
| 1990  | 679       |
| 2000  | 960       |
| 2010  | 1 200     |
| 2020  | 1 276     |